# Коломбара (Верона)
Коломбара је насеље у Италији у округу Верона, региону Венето.
Према процени из 2011. у насељу је живело 117 становника. Насеље се налази на надморској висини од 259 м.